# Guillaume Rose (homme politique)
Pour le prélat catholique, voir Guillaume Rose.
Pour les articles homonymes, voir Rose.
Guillaume Rose est un homme politique monégasque, né le 6 janvier 1969. 

## Biographie
Guillaume Rose est titulaire d'un DEUG de communication, d'une maîtrise de cinéma, et d'un MBA de l'Université internationale de Monaco. 
Il commence sa carrière en tant qu'adjoint, puis directeur de la communication de la Société des bains de mer de Monaco (SBM). Il devient ensuite directeur du tourisme et des congrès pour le Gouvernement de Monaco, puis conseiller technique auprès de la Direction de la fonction publique et des ressources humaines. 
Il est membre du Conseil national de 2003 à 2008[réf. souhaitée], et une nouvelle fois à partir de 2018. Au sein de cette institution, il est président de la commission Environnement et qualité de vie.
Depuis mars 2019, il est nommé au nouveau poste de directeur général exécutif du Monaco Economic Board. En 2022, il confirme la prise de distance de la principauté avec la Russie.